# مركز استخبارات الفضاء الوطني
مركز استخبارات الفضاء الوطني دلتا الفضاء 18 (دلتا الفضاء 18) هي وحدة تابعة لقوات الفضاء الأمريكية تعمل كمركز استخبارات الفضاء الوطني. يقع المقر الرئيسي في قاعدة رايت باترسون الجوية بولاية أوهايو، وتم تفعيلها في 24 يونيو 2022.
وهي وكالة تشغيل ميدانية مسؤولة عن تنفيذ المهام الفضائية الوطنية والعسكرية وتقييم القدرات والأداء والقيود ونقاط الضعف في أنظمة وخدمات الفضاء والفضاء المضاد. وهو نظير القوة الفضائية للمركز الوطني للاستخبارات الجوية والفضائية (NASIC).

## تاريخه
تم إنشاء مركز استخبارات الفضاء الوطني بأمر من رئيس العمليات الفضائية .جون دبليو ريموند تم تشكيلها عن طريق نقل سرب التحليل الفضائي التابع لـمركز الوطني للاستخبارات الجوية والفضائية والمكافحة. سرب التحليل الفضائي من مجموعة تحليل الفضاء والصواريخ إلى القوة الفضائية. القوات الجوية الأمريكية اللفتنانت جنرال ليا لودرباك، مديرة استخبارات القوة الفضائية (S2) – والتي سيتبعها المركز في النهاية – قادت جهود التخطيط. لما يلزم من اجل الحصول على إذن من الكونجرس لإنشاء وكالة تشغيل ميدانية تقدم تقاريرها مباشرة إلى S2.

في انتظار التمويل لإنشاء المركز ، قامت القوة الفضائية بإنشاء أنشطة استخبارات قوة الفضاء (SFIA) في 24 سبتمبر 2021 كوحدة مؤقتة. خدمت الوحدة تحت مركز الوطني للاستخبارات الجوية والفضائية حتى إنشاءه. في 24 يونيو 2022، تم تنشيط مركز استخبارات الفضاء الوطني باسم دلتا الفضاء 18.

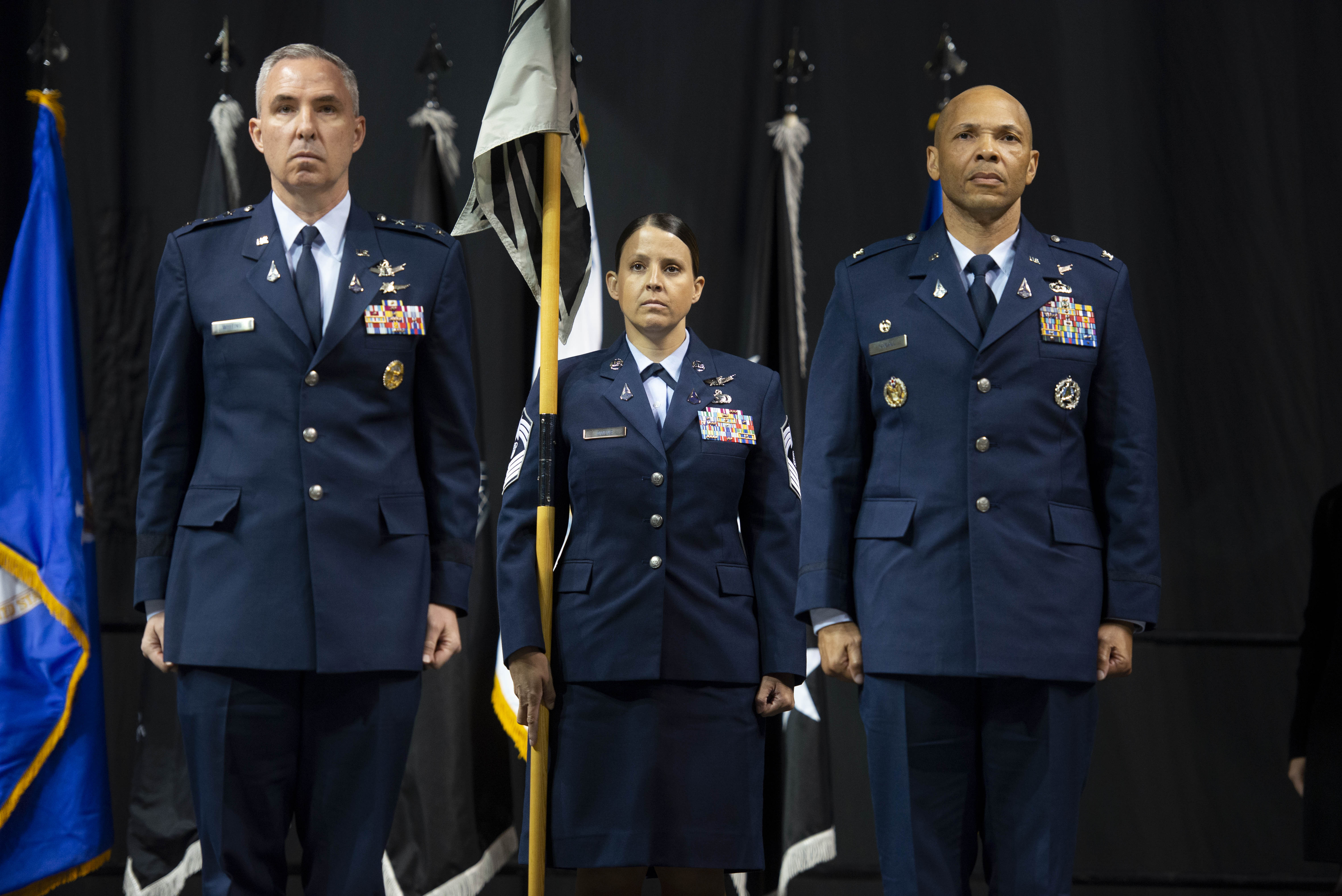
اللفتنانت جنرال وايتنج (يسار) والعقيد راندال (يمين) يقفان في حالة انتباه أثناء تفعيل سبيس دلتا 18، 24 يونيو 2022

## الشعار

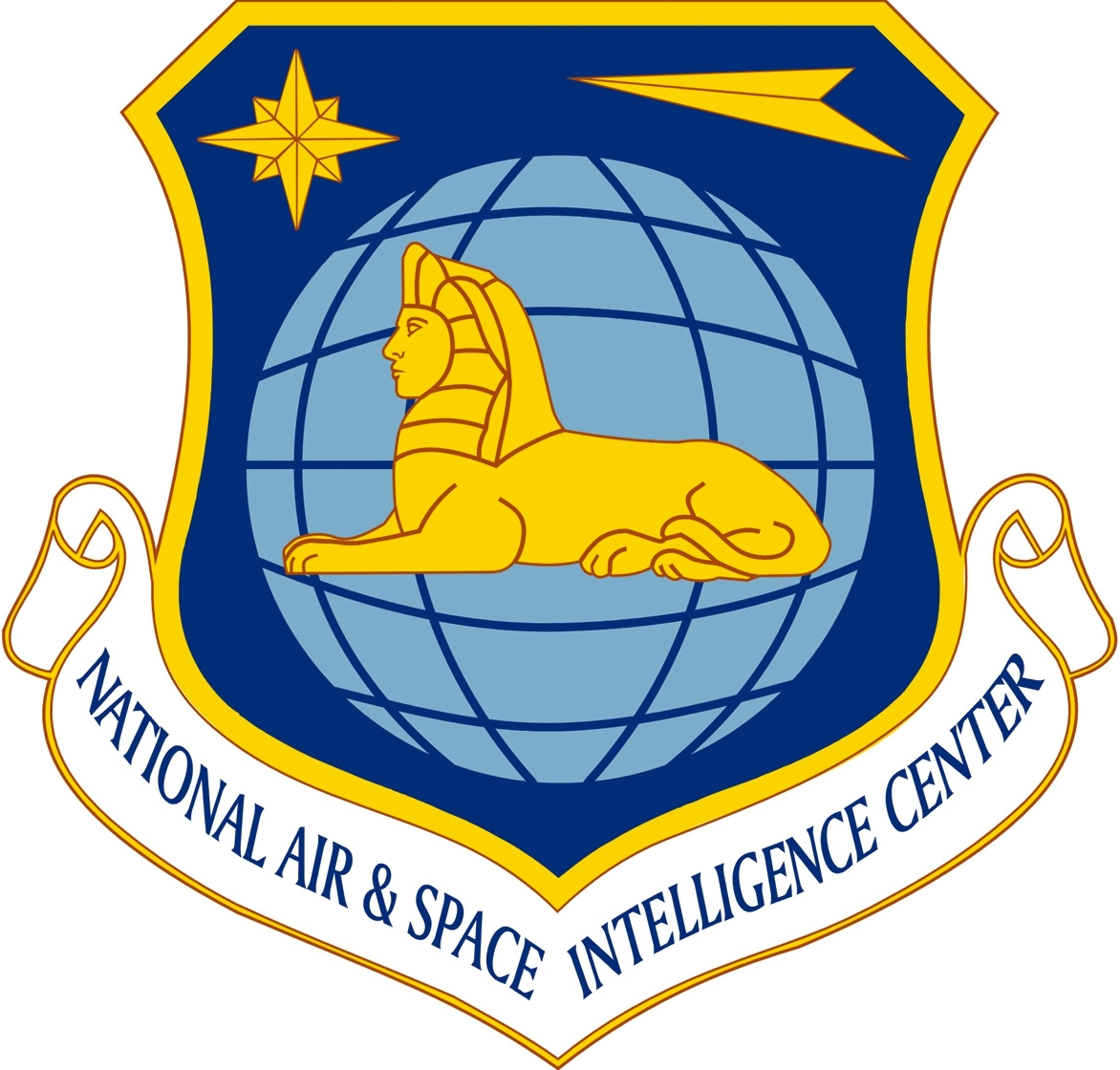
شعار المركز الوطني للاستخبارات الجوية والفضائية، الوريث المباشر لـسبيس دلتا 18 في القوات الجوية الأمريكية.

يتضمن تصميم شعار مركز استخبارات الفضاء الوطني عناصر من مجتمعات الاستخبارات والفضاء، وتراث المركز الوطني للاستخبارات الجوية والفضائية، ويتطلع إلى المستقبل. ويتكون من العناصر التالية: 
- البلاتين هو اللون المميز لقيادة العمليات الفضائية ويمثل قوة حراسها الموحدين والمدنيين، وندرة دعوتها، والمهام النبيلة.
- أبو الهول وهو رمز مصري قديم للحكمة والمعرفة والتحديات التي سيحلها المركز القومي لذكاء الفضاء.
- ترمز النقاط الثمانية لنجم الشمال إلى نقاط البوصلة وتعرض كيف سيقوم متخصصو الاستخبارات بتحليل عمليات الاستحواذ وصانعي السياسات والمقاتلين والوصول لها.

حصل دلتا الفضاء 18 على الرقم 18 تكريمًا لقوة الفضاء التي أصبحت العضو الثامن عشر في مجتمع الاستخبارات الأمريكي في 15 يناير 2021.  

## الهيكل التنظيمي
يتكون مركز استخبارات الفضاء الوطني من السربين المنقولين من مجموعة تحليل الفضاء والصواريخ التابعة للمركز الوطني للاستخبارات الجوية والفضائية، في قاعدة رايت باترسون الجوية بولاية أوهايو
- سرب تحليل الفضاء الأول
- سرب تحليل الفضاء الثاني

## قائمة القادة
| # | القائد            | القائد                    | الفترة       | الفترة     | الفترة           | مصدر   |
| # | الصورة            | الاسم                     | في المنصب    | ترك المنصب | الفترة           | مصدر   |
| - | ----------------- | ------------------------- | ------------ | ---------- | ---------------- | ------ |
| 1 | Marqus D. Randall | Colonel Marqus D. Randall | 24 June 2022 | Incumbent  | 3 سنوات و18 أيام | [ 10 ] |

## أنظر أيضا
- المركز الوطني للاستخبارات الجوية والفضائية
- مركز استخبارات الصواريخ والفضاء
- دلتا الفضاء 7